# Alaksiej Chatylou
Alaksiej Alaksandrawicz Chatylou (biał. Аляксей Аляксандравіч Хатылёў; ur. 17 lipca 1983 roku w Mińsku) – białoruski łyżwiarz szybki.

## Kariera
Chatylou uczestniczył w Zimowych Igrzyskach Olimpijskich 2002. Wówczas brał udział w trzech konkurencjach łyżwiarstwa szybkiego: biegu na 500 m (32. miejsce), biegu na 1000 m (42. miejsce) oraz biegu na 1500 m (47. miejsce).

## Rekordy życiowe
| Dystans | Czas    | Data             | Miejsce        |
| ------- | ------- | ---------------- | -------------- |
| 500 m   | 36,38   | 7 stycznia 2006  | Salt Lake City |
| 1000 m  | 1.11,10 | 17 marca 2007    | Calgary        |
| 1500 m  | 1.49,79 | 22 lutego 2003   | Salt Lake City |
| 3000 m  | 3.59,43 | 9 marca 2003     | Salt Lake City |
| 5000 m  | 7.24,43 | 3 listopada 2001 | Inzell         |
| Źródło: |         |                  |                |